# (34611) Nacogdoches
(34611) Nacogdoches est un astéroïde de la ceinture principale.

## Description
(34611) Nacogdoches est un astéroïde de la ceinture principale. Il fut découvert le 25 octobre 2000 à Nacogdoches par W. Dan Bruton et Ryan M. Williams. Il présente une orbite caractérisée par un demi-grand axe de 3,18 UA, une excentricité de 0,11 et une inclinaison de 1,9° par rapport à l'écliptique.

## Compléments